# Fileteado
El fileteado es un estilo artístico de pintar y dibujar típicamente porteño, que se caracteriza por líneas que se convierten en espirales, colores fuertes, el uso recurrente de la simetría, efectos tridimensionales mediante sombras y perspectivas, y un uso sobrecargado de la superficie. Su repertorio decorativo incluye principalmente estilizaciones de hojas, animales, cornucopias, flores, banderines, y piedras preciosas. En diciembre de 2015 fue declarado patrimonio cultural inmaterial de la Humanidad por el Comité Intergubernamental para la Salvaguarda de la Unesco.
Nació en la ciudad de Buenos Aires, Argentina, hacia fines del siglo XIX como un sencillo ornamento para embellecer carros de tracción animal que transportaban alimentos y con el tiempo se transformó en un arte pictórico propio de esa ciudad, hasta tal punto que pasó a convertirse en el emblema iconográfico que mejor la representa. Generalmente se incluyen dentro de la obra, frases ingeniosas, refranes poéticos o aforismos chistosos, emocionales o filosóficos, escritos a veces en lunfardo, y con letras ornamentadas, generalmente góticas o cursivas. Muchos de sus iniciadores formaban parte de las familias de inmigrantes europeos, trayendo consigo algunos elementos artísticos que se combinaron con los del acervo criollo, creando un estilo típicamente argentino.
En 1970 se organiza la primera exposición del filete, acontecimiento a partir del cual se dio al fileteado una mayor importancia, reconociéndolo como un arte de la ciudad y promoviendo su extensión a todo tipo de superficies y objetos. 

## Historia
Si Discépolo dijo que el tango es un pensamiento triste que se baila; el filete es un pensamiento alegre que se pinta.
Ricardo Gómez, fileteador.

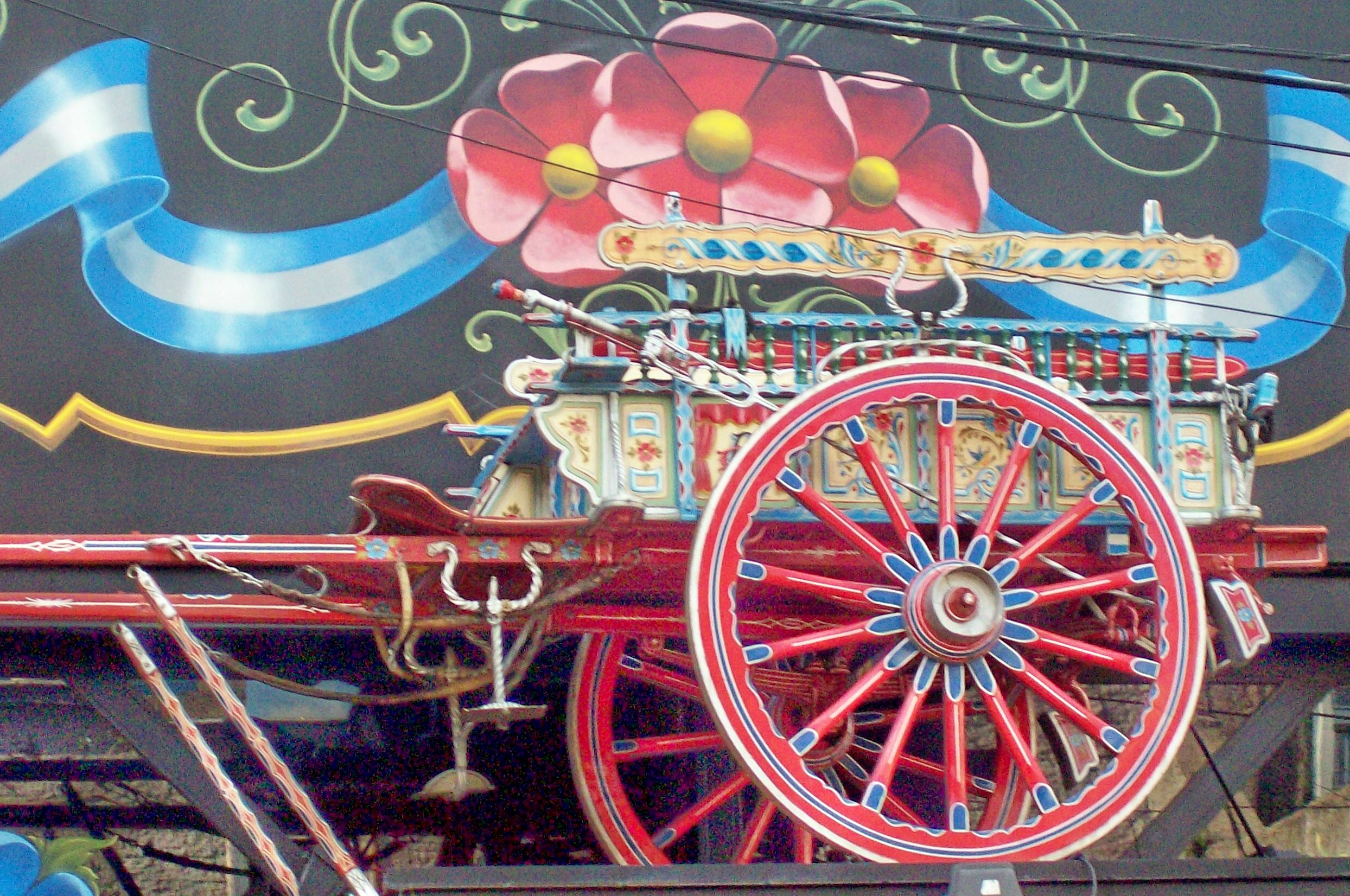
Carro fileteado en exposición.

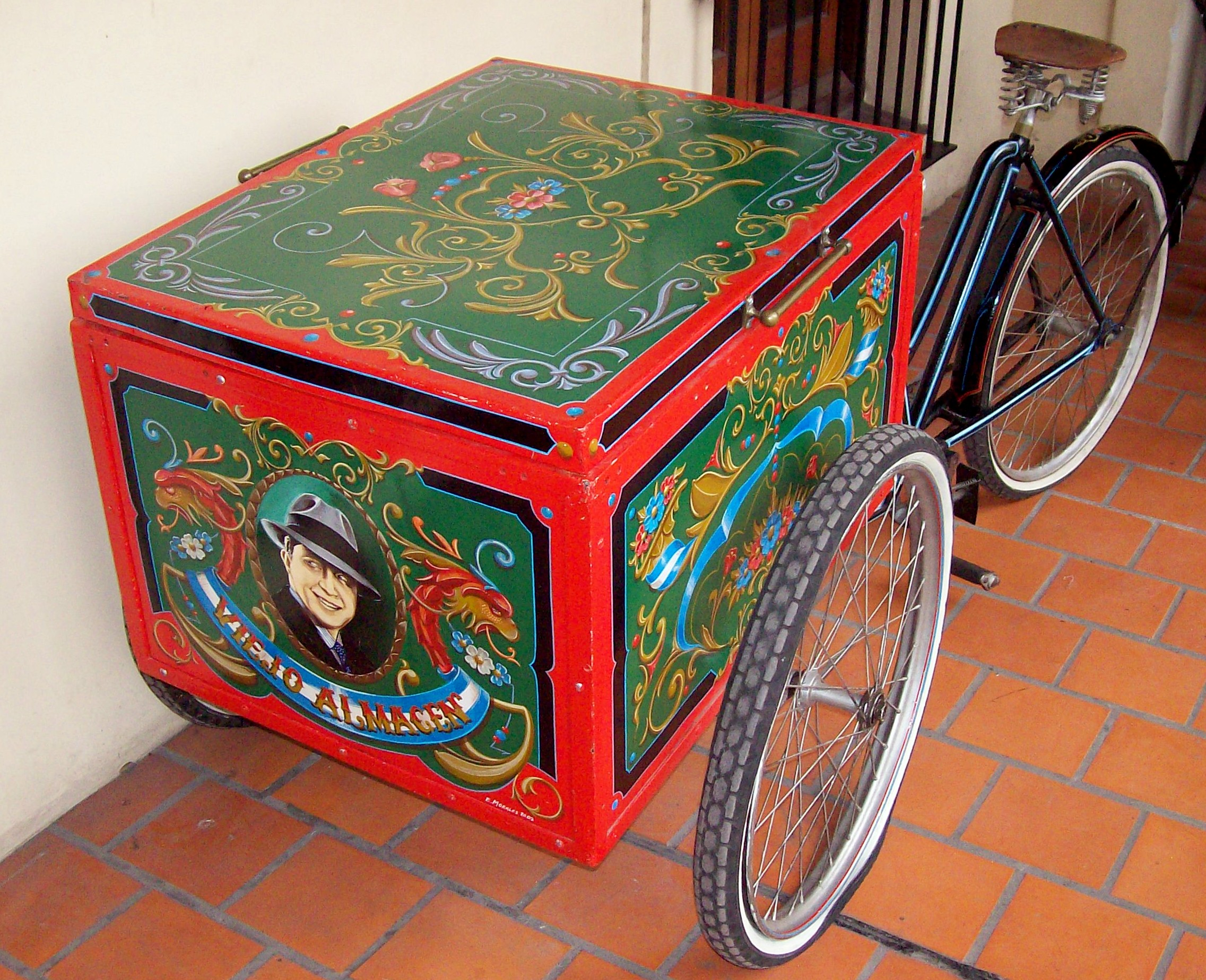
Triciclo

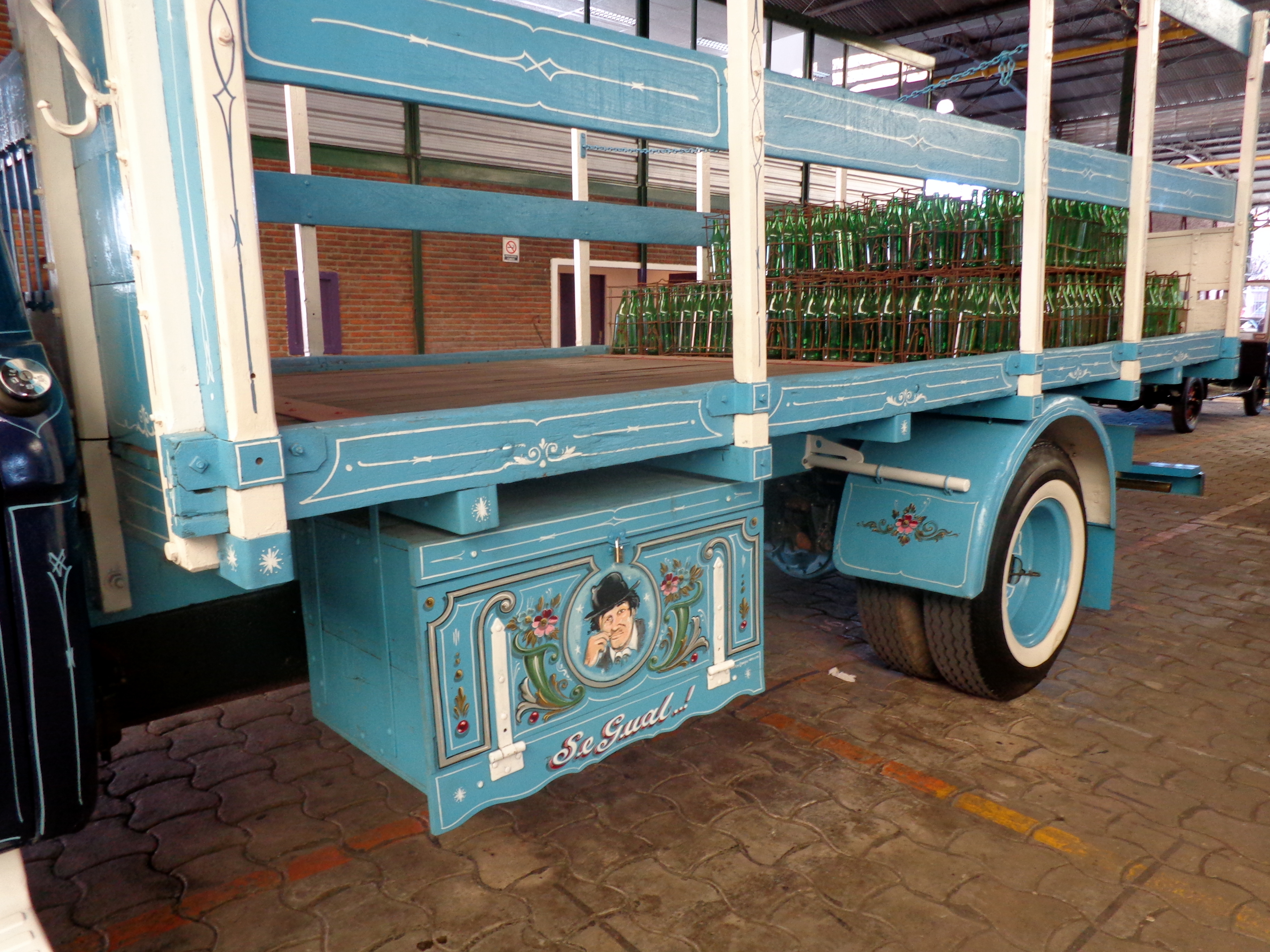
Camión de carga fileteado

El inicio del fileteado se origina en los carros grises, tirados por caballos, que transportaban alimentos como leche, fruta, verdura o pan, a finales del siglo XIX.
Una anécdota, relatada por el fileteador Enrique Brunetti, cuenta que en la Avenida Paseo Colón, que en aquel entonces era límite entre la ciudad y su puerto, existía un taller de carrocerías en el que trabajaban colaborando en tareas menores dos niños humildes de origen italiano que se convertirían en destacados fileteadores: Vicente Brunetti (quien sería el padre del mencionado Enrique) y Cecilio Pascarella, de diez y trece años de edad respectivamente. Un día el dueño les pidió que dieran una mano de pintura a un carro, que en aquel entonces estaban pintados en su totalidad de gris. Tal vez por travesura o solo por experimentar, el hecho es que pintaron los chanfles del carro de colorado, y esta idea gustó a su dueño. Más aún, a partir de ese día otros clientes quisieron pintar los chanfles de sus carros con colores, por lo que otras empresas de carrocería imitaron la idea. Así, según lo manifestado por Enrique, se habría iniciado el decorado de los carros; el siguiente paso fue colorear los recuadros de los mismos empleando filetes de distintos grosores.
La siguiente innovación fue incluir carteles en los que figuraban el nombre del propietario, su dirección y la especialidad que transportaba. Esta tarea era en principio realizada por letristas franceses que en Buenos Aires se dedicaban a pintar letreros para los comercios. Como a veces la demora por la inclusión de esas letras era grande, el dueño del taller de Paseo Colón le encargó a Brunetti y Pascarella, que habían visto como hacían la tarea los franceses, que realizaran ellos las letras, destacándose Pascarella en la tarea de hacer los denominados firuletes que ornamentaban los carteles y que se convertirían en característicos del fileteado.
Al pintor que decoraba los carros se lo llamaba fileteador, pues realizaba el trabajo con pinceles de pelo largo o pinceles para filetear. Esta es una palabra derivada del latín filum, que significa hilo o borde de una moldura, refiriéndose en arte a una línea fina que sirve de ornamento.
Por tratarse de una tarea que se realizaba al finalizar el arreglo del carro e inmediatamente antes de cobrar el pago del cliente, que estaba ansioso por recuperar su herramienta de trabajo, el fileteado debía realizarse con rapidez.

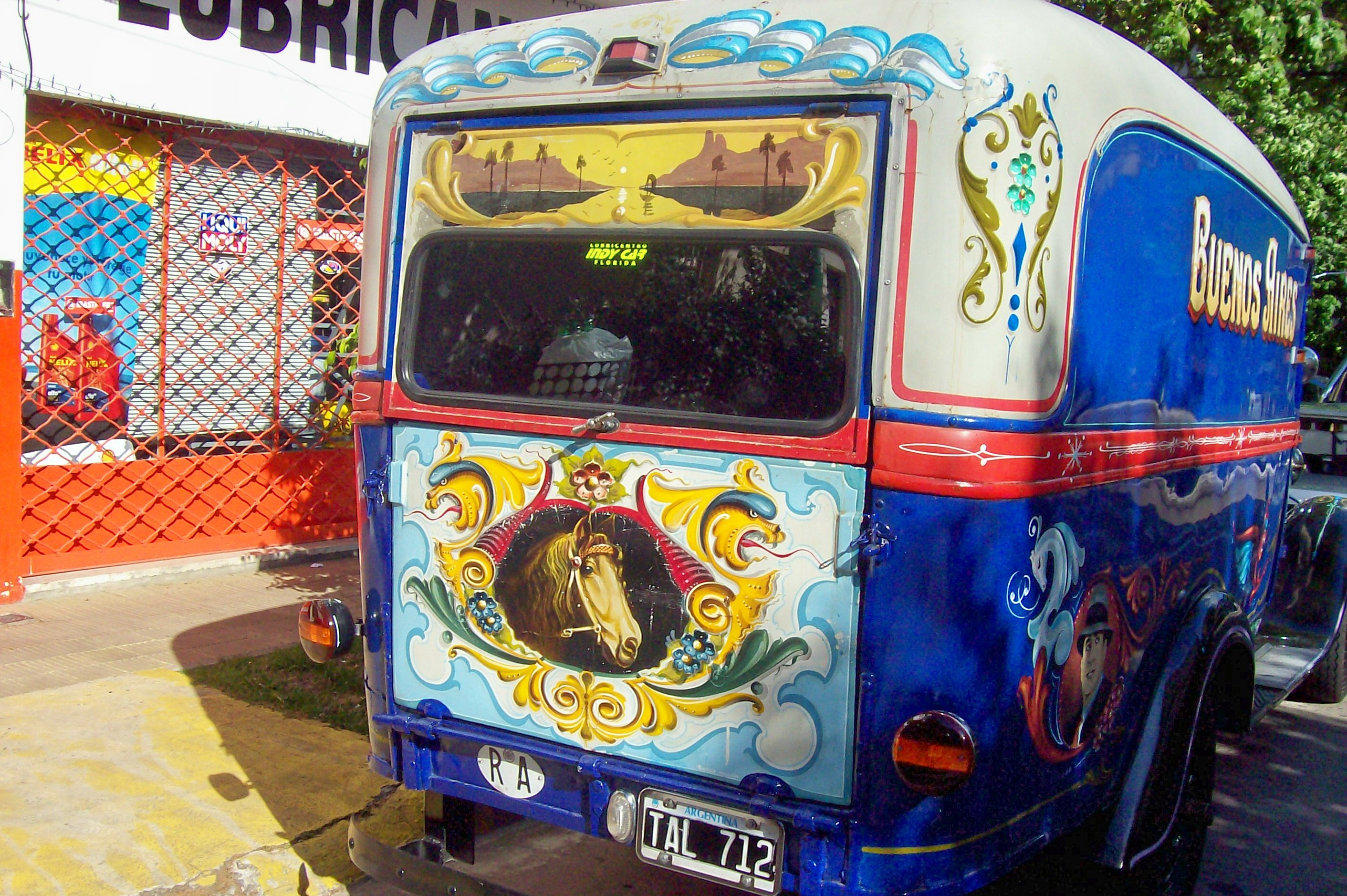
Modelo Ford 31 doble A fileteado como antaño.

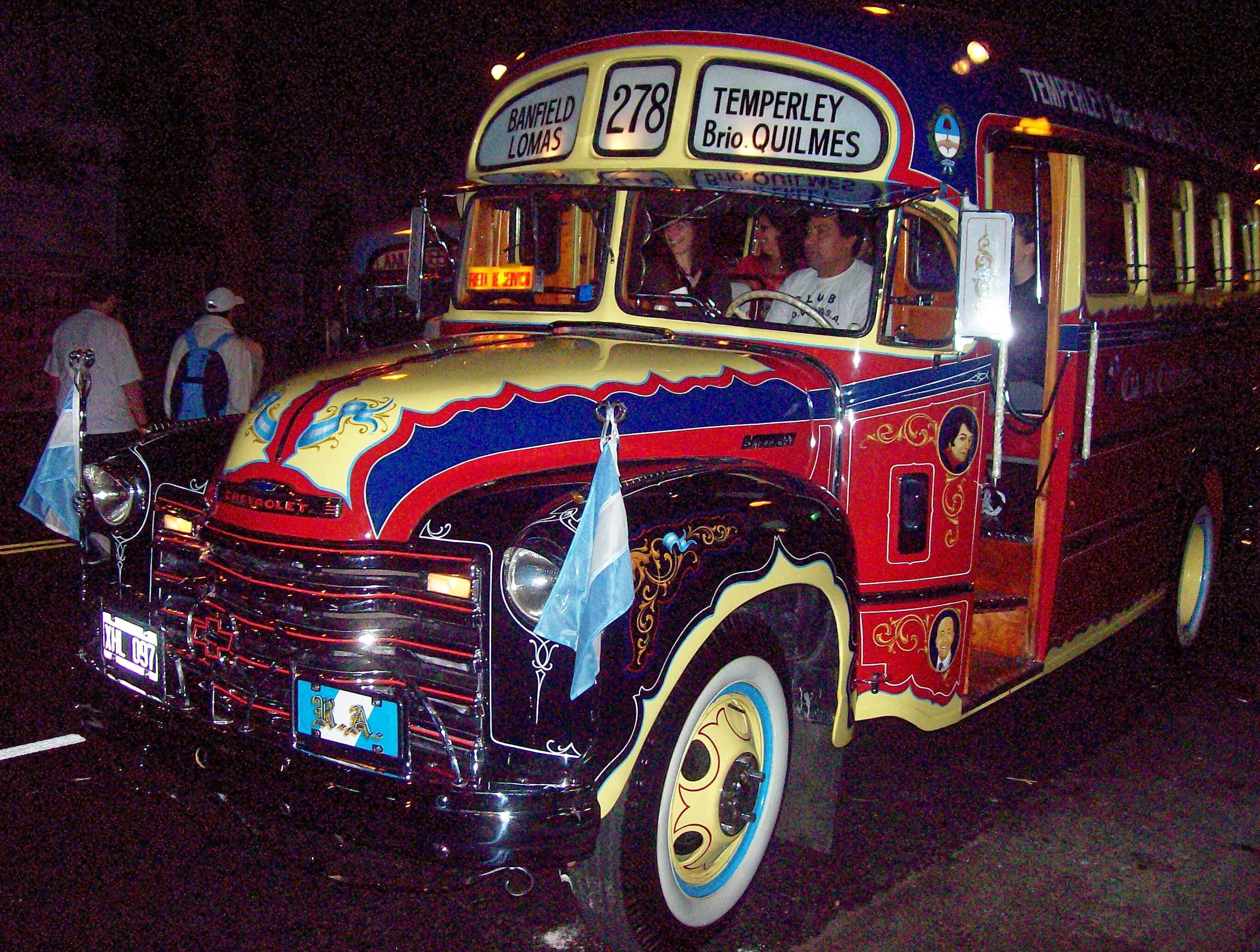
Autobús del año 1947.

Surgieron entonces especialistas habilidosos como Ernesto Magiori y Pepe Aguado, o artistas como Miguel Venturo, hijo de Salvador Venturo. Este último, había sido un Capitán de la Marina Mercante de Italia que al jubilarse se estableció en Buenos Aires, donde se dedicó al fileteado, incorporándole motivos e ideas de su patria. Miguel estudió pintura y mejoró la técnica de su padre, siendo considerado por muchos fileteadores como el pintor que dio forma al filete. A él se le debe la introducción de pájaros, flores, diamantes y dragones en los motivos y el diseño de las letras en las puertas de los camiones: ante el pago de impuestos si los carteles eran demasiado grandes, Miguel ideó el hacerlos más pequeños pero decorados con motivos simétricos, formando flores y dragones, para que fueran más llamativos, diseño que se mantuvo por mucho tiempo.
La aparición del automóvil provocó el cierre de las carrocerías instaladas fuera de las ciudades, por lo que los carros y sulkies de los campos, y las estancias debieron ser llevados a las ciudades para ser reparados de los daños ocasionales. Al hacerlo, también se los ornamentaba con el fileteado y, así, el filete pasó de lo urbano a lo rural, pasando a ser común ver carros campestres pintados de verde y negro con filetes verde amarillentos. Pablo Crotti fue un experto en la herrería y fabricación de carruajes. Su carrocería ubicada en las cercanías del barrio porteño de Floresta, fue de las más famosas en su tiempo.
El camión eliminó de la escena al carruaje de transporte alimenticio y los primitivos fileteados de estos se perdieron por siempre, pues nadie se tomó la molestia de conservar alguna muestra para la posteridad. Por otra parte, el camión presentaba todo un reto para el fileteador por ser mucho más grande y estar lleno de recovecos. En las empresas de carrocerías trabajaban carpinteros, herreros, pintores de lizo y fileteadores. Se hallaban fundamentalmente en los barrios de Lanús, Barracas y Pompeya. El camión llegaba con su chasis y cabina de fábrica, y se le fabricaba la caja, que podía ser de madera dura de lapacho o de pino, bien pulida para hacer creer que era buena, pero que en realidad duraba mucho menos. Luego, el herrero forjaba los hierros creando ornamentos.

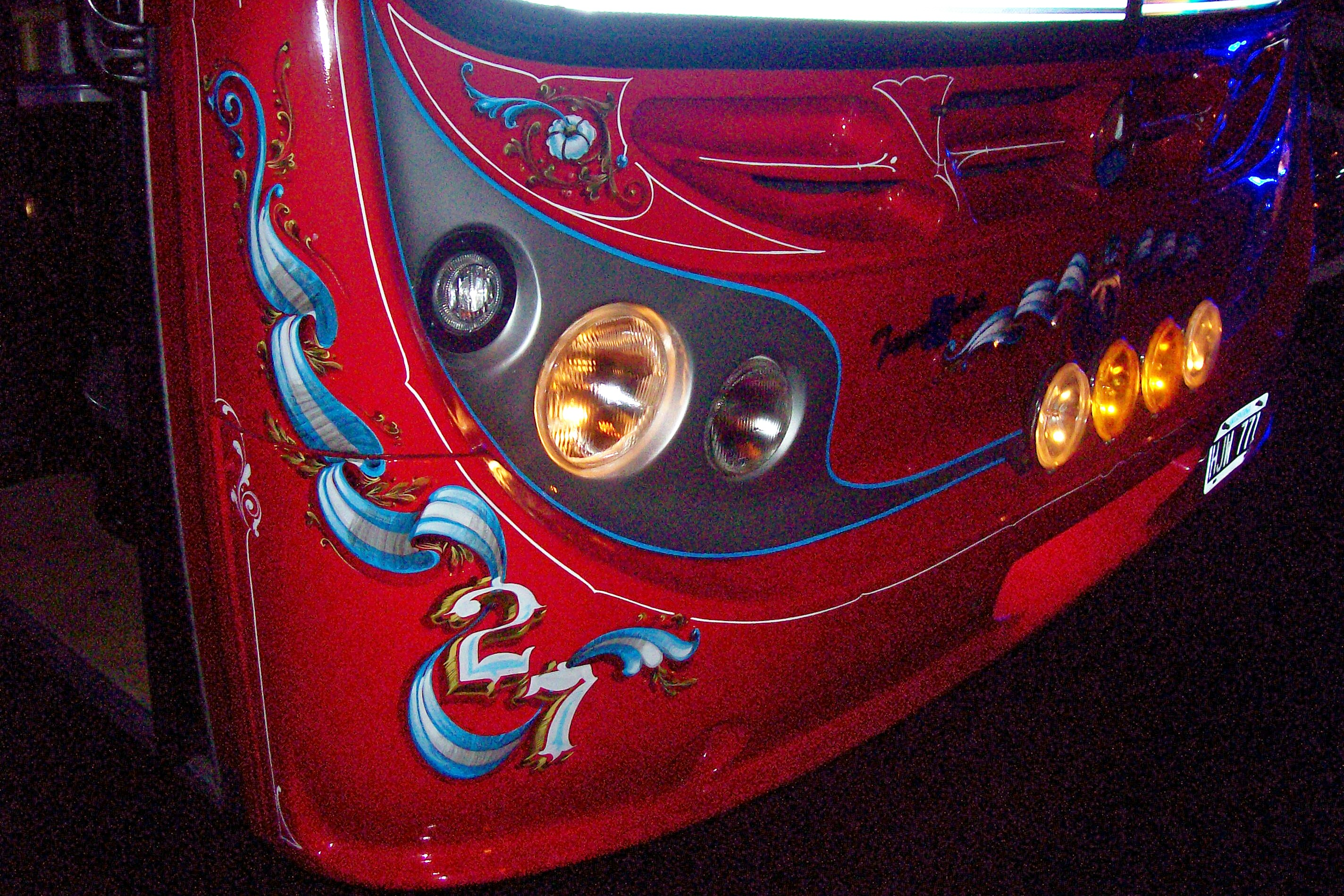
Fileteado en una unidad moderna

 El trabajo del fileteador llegaba al final y pintaba sobre andamios. Solía decorar los paneles laterales de madera (tablones) con flores y dragones, mientras que la tabla principal se ornamentaba con algún tema propuesto por el dueño. El fileteador firmaba en el tablón o junto al nombre de la carrocería.
Cuando el colectivo porteño comenzó a dejar de tener el tamaño de un auto para pasar a ser una especie de camión modificado para transportar gente, comenzó a ser fileteado. La superficie a pintar carecía de divisiones como los de la caja del camión, era metálica y el filete a pintarse era más elemental, sin figuras. Se usaba mucho, en cambio, la línea arabesca y los frisos, en forma horizontal y dando la vuelta a la carrocería del colectivo. El nombre de la empresa se escribía en letras góticas y el número de la unidad solía diseñarse de manera que se relacionara con el número de la quiniela. El colectivero, es decir, el conductor del vehículo, no quería que este se pareciera a un camión de verdulería, por lo que las flores estaban "prohibidas". En el interior del colectivo se fileteaba ocasionalmente la parte trasera del asiento del conductor.
El arte del fileteado cruzó fronteras y se volvió recurrente en Montevideo y también en otras ciudades de Uruguay, donde desarrolló su propio estilo de trazos más bien delicados y reduciendo el uso del contraste en cierta medida, vertiéndose hacia colores más claros, definiendo una versión propia pero quizás no tan difundida como en Argentina.

## Técnica

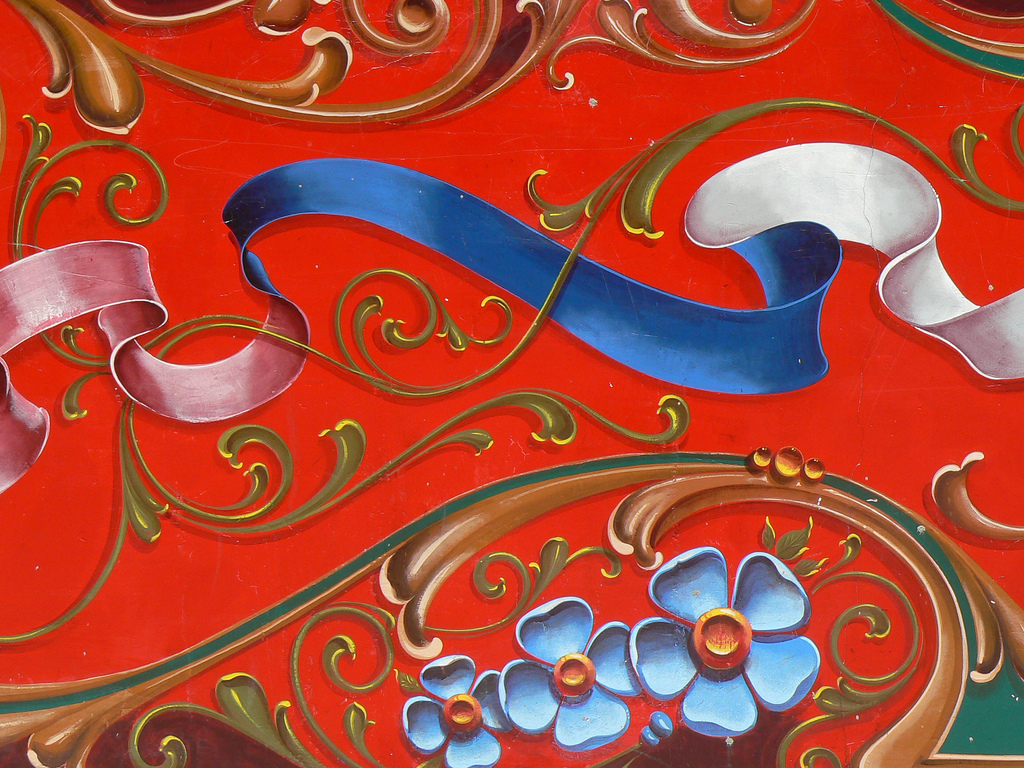
Colores fuertes y uso sobrecargado de la superficie.

El fileteador utilizaba para dibujar su obra un "espúlvero", un papel sobre el que se dibujaba la obra; luego se perforaba con un alfiler siguiendo el trazo del diseño, se colocaba sobre la superficie a pintar y, por último, se espolvoreaba tiza o carbón en polvo sobre él, al estilo de los maestros renacentistas, de manera que indicara por donde debía realizarse el trazo con el pincel. Hecho esto, se utilizaba el reverso del espúlvero para repetir los mismos pasos en otra sección de la superficie a pintar, para obtener la misma imagen pero del revés. De esta manera se lograban las imágenes simétricas, tan características del fileteado.
Para pintar los filetes rectos se usa un pincel de pelos largos (6 cm) y mango corto (o sin mango) llamado "bandita". Para las letras y ornatos se utilizan los llamados pinceles de letras con pelos de 3,5 cm de largo. En sus inicios se utilizaba aceite de lino, cola y colores naturales. Luego esmalte sintético. El uso del barniz transparente fue una idea de Cecilio Pascarella: al mezclarlo con apenas unas gotas de negro y bermellón, se lo aplica sobre el dibujo ya pintado siguiendo las pinceladas de la pintura base, lográndose así un efecto de relieve. El efecto de volumen también se obtiene resaltando las luces y sombras con brillos y esfumados.

## Características y temas recurrentes
En el libro "Filete porteño", de Alfredo Genovese, el antropólogo Norberto Cirio describe como características formales del filteado:
1. El alto grado de estilización
2. La preponderancia de colores vivos.
3. La marcación de sombras y claroscuros que crean fantasías de profundidad.
4. El preferente gusto por la letra gótica o los caracteres muy adornados.
5. La casi obsesiva recurrencia a la simetría.
6. El encierro de cada composición en un marco (que toma la forma del soporte de emplazamiento).
7. La sobrecarga del espacio disponible.
8. La conceptualización simbólica de muchos de los objetos representados (la herradura como símbolo de buena suerte, los dragones como símbolo de fuerza.)

Como los fileteados eran realizados en los vehículos de transporte pertenecientes a particulares, debían amoldarse a las exigencias de sus dueños. Tanto estos como los fileteadores eran muchas veces inmigrantes, en su mayoría italianos y españoles, de condición humilde. Por esta razón los motivos del decorado solían aludir a deseos y sentimientos similares, relacionados con la nostalgia que sentían por su patria de origen y agradecimiento y esperanza en mejorar sus condiciones de vida en el nuevo país con el duro trabajo de cada día.
Por otro parte, al nacer bajo los mismos albergues y pensiones de los suburbios de Buenos Aires en los que nació el tango, los motivos del fileteado se relacionaron con el mismo.
Los elementos que suelen repetirse en él son:
Flores
Símbolos de lo hermoso. Las más comunes eran las de cuatro y cinco pétalos iluminadas desde arriba. Rara vez aparecían las flores de lis o las rosas. Se las suele acompañar por estilizaciones de hojas de acanto.
Naves
Símbolo de la nostalgia, expresando el deseo de volver al país de origen. Actualmente no se utilizan más.
Sol
De formato parecido al del escudo nacional argentino. A veces dibujado como sol naciente, dando idea de prosperidad.
Escenario

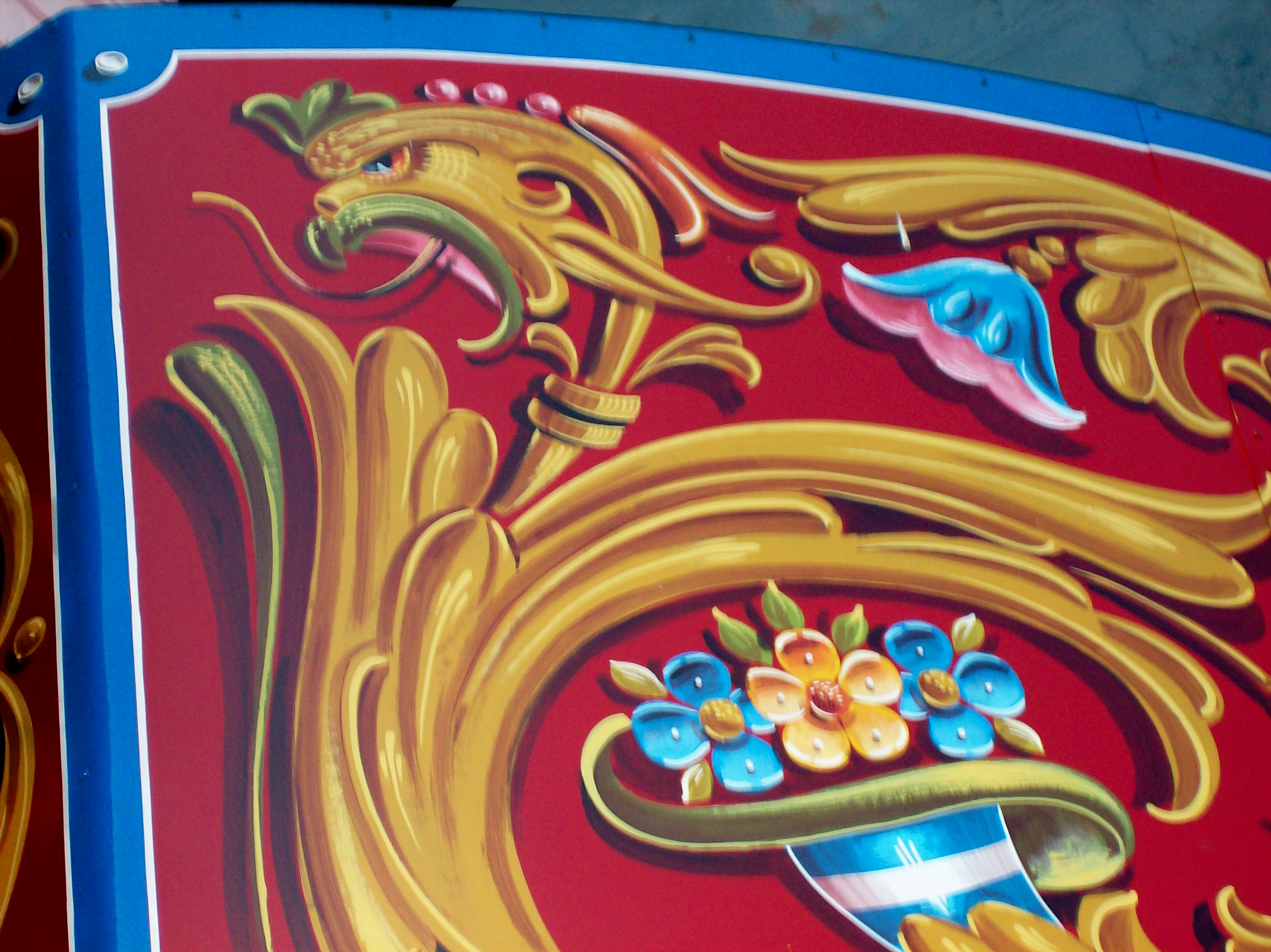
El dragón, animal ficticio muy recurrente.

Dos cortinas entreabiertas, como en el teatro, dejando ver las iniciales del dueño del vehículo.
Manos estrechadas
Generalmente con alguna alusión a la famosa frase del poema del Martín Fierro, de José Hernández: «Los hermanos sean unidos, porque esa es la ley primera...»
Personajes

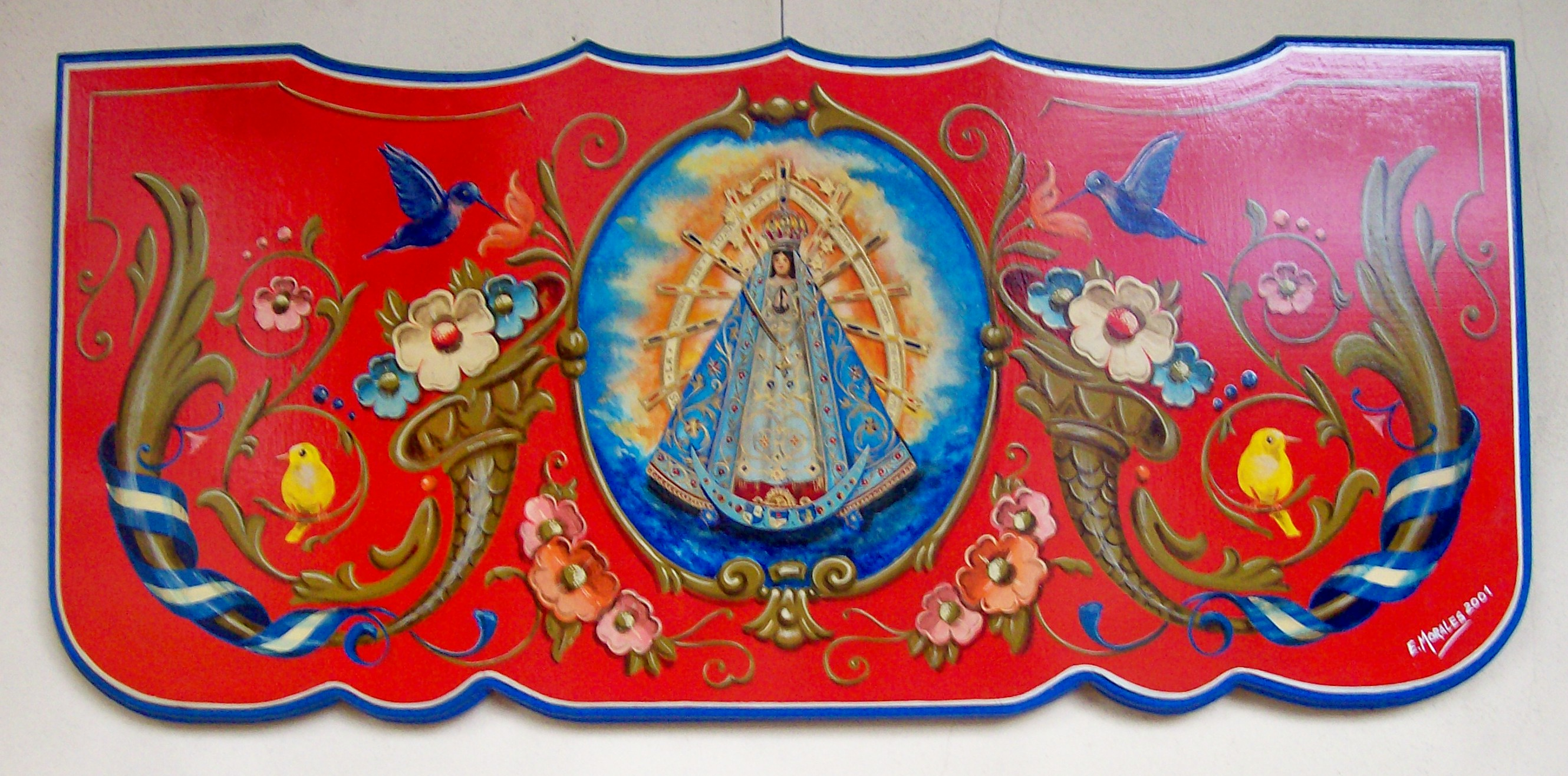
Virgen de Luján

Fundamentalmente el del ídolo tanguero Carlos Gardel o de la Virgen de Luján, señora y patrona de la Argentina y protectora de los caminos.
Cintas, banderas o moños
Alguno de estos elementos están presentes en cualquier obra, con los colores de Argentina (celeste y blanco) y a veces acompañada por la de otro país, o club de fútbol.
Animales

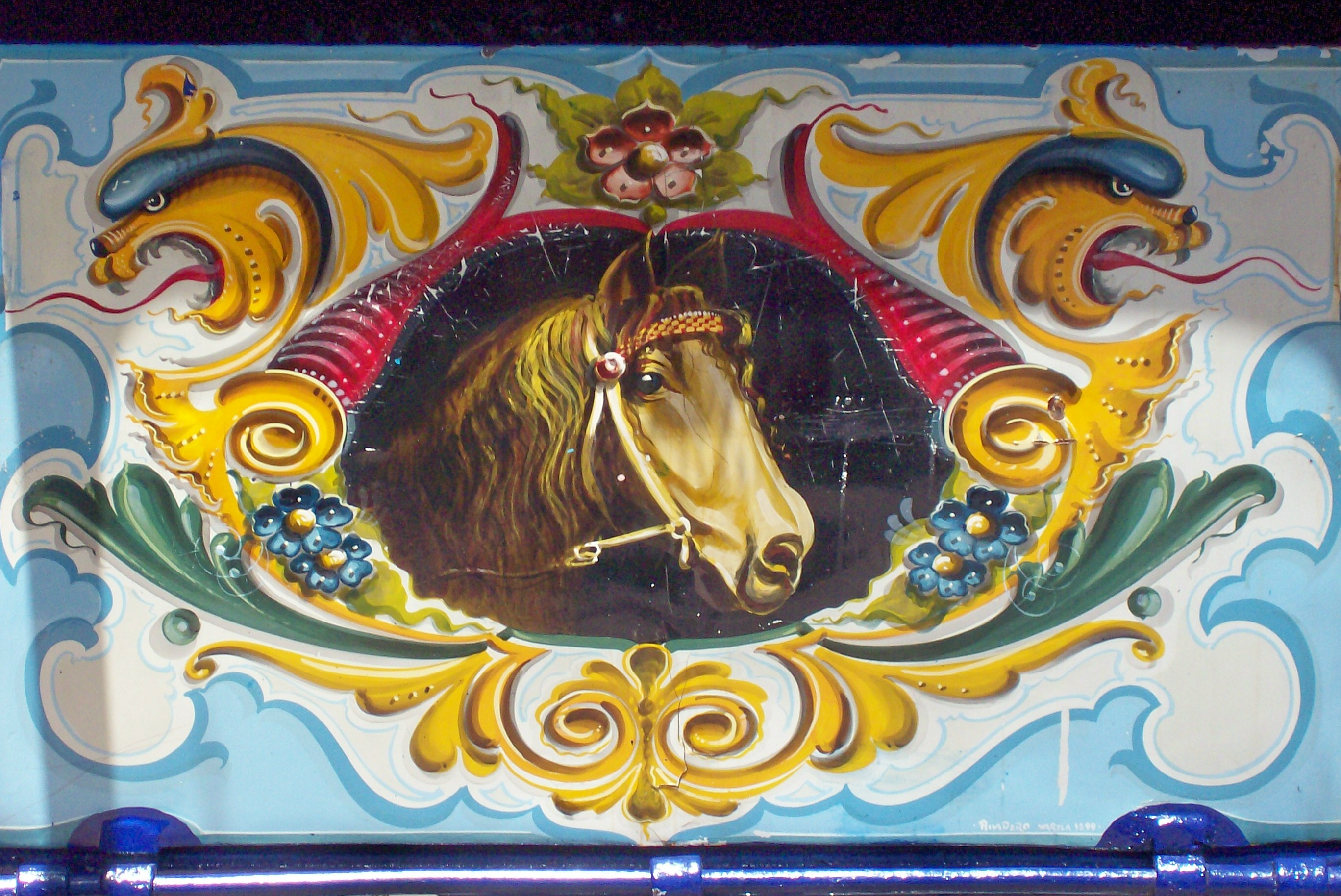
El caballo, uno de los animales más solicitados.

- Ficticios, como pájaros de especies inexistentes o dragones, alegoría del machismo porteño, que se piensa que Miguel Venturo los incorporó inspirado en los exteriores del Teatro Nacional Cervantes de Buenos Aires. O dragones, como emblema de fiereza o virilidad.
- Reales: fundamentalmente el león, símbolo de temple firme contra las adversidades. O el caballo, generalmente el de carreras enmarcado en una herradura de la suerte o en algunos casos el caballo criollo.

Los objetos pintados suelen aparecer acompañados de filigranas, arabescos, borlas, guardas, pergaminos, copones o cornucopias.

## Letras y frases
Sabiduría de lo breve.
Jorge Luis Borges, al referirse a las frases del fileteado.

La letra gótica, a la que los fileteadores llamaban esgróstica, junto con la cursiva, fueron las más utilizadas en este arte. Según los hermanos Enrique y Alfredo Brunetti (hijos del mencionado Vicente), la gótica se eligió pues estaba en todos los manuales de letras. Otra versión afirma que la elección tuvo que ver con el hecho de que esa letra aparecía en los billetes argentinos. Lo cierto es que era aceptada por los clientes, quienes en definitiva eran los que decidían que querían en su carrocería. Además, representaba muy bien el aspecto de dureza del mundo del camión y resaltaba a la vista, dándole un aspecto tridimensional y adornándola con firuletes.
En cuanto a las frases, sus autores no eran los fileteadores, si no los dueños de los transportes; generalmente se colocaban o al frente a modo de presentación (El sin igual, Yo me presento así, etc.) o en la parte trasera, que era donde solían estar las más originales. Había refranes o leyendas de los más diversos temas, divertidas, filosóficas, provocativas o galantes con respecto a:
| - Conducta: - A fuerza de trabajar el caído se levanta. - Enseñanza - La vida, como los dados, tiene los puntos marcados. - La vida es como la cebolla, hay que pelarla llorando. - Fatalidad: - El hombre es fuego, la mujer estopa, viene el diablo y sopla. - Orgullo: - A Dios bendigo la suerte de ser...¡Argentino hasta la muerte!. - Qué milonga ni que tango, con esto me ganó el mango. - Amor: - Con tus ojos yo me alumbro. - Hay que endurecerse, pero perder la ternura jamás. | - Tango: - Donde canta este zorzal...hacen cola las calandrias. - Yo nací para el fango como Arolas para el tango. - Trabajo: - Con las gomas voy sellando el camino de mi trabajo. - Publicidad: - De Avellaneda a la Luna, como Soda Fernández no hay ninguna. - Suficiencia: - Yo maté al Mar Muerto. - Rajen, petisos, que aquí llega el tango. - Al final, primero yo. | - Relaciones: - Feliz de Adán que no tuvo suegra. - Se doman suegras a domicilio. - Si su hija sufre y llora, es por este pibe señora. - Chistosos - No dejes para mañana lo que puedas beber hoy. - No seré doctor...pero tengo dos chapas. |

Alguna vez las frases llamaron la atención de Jorge Luis Borges, quien escribió un artículo sobre las mismas contribuyendo a su divulgación.

## Exposiciones del filete
Me asombra que la gente se asombre con lo que ayer no se asombraba.
Carlos Carboni a un periodista, durante la primera exposición del filete (1970).

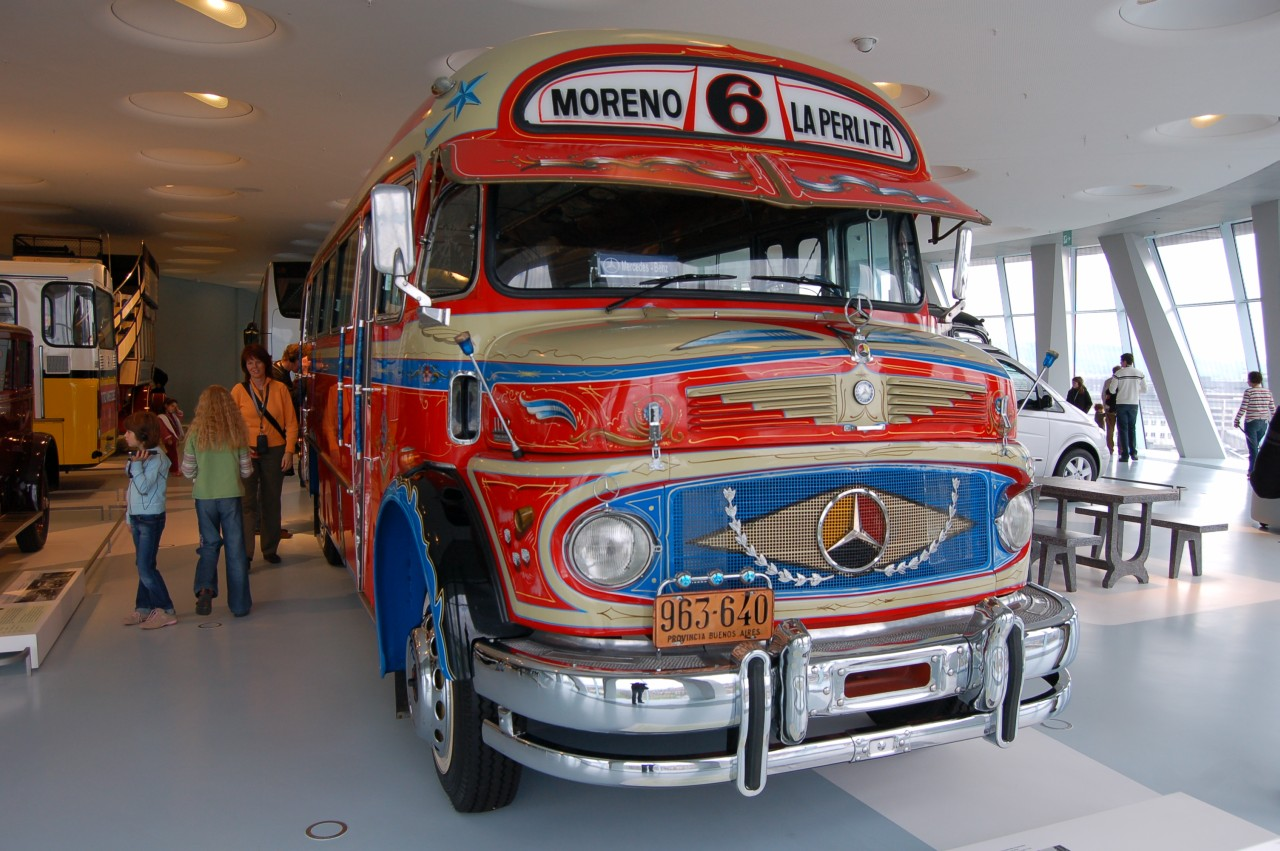
Colectivo marca Mercedes Benz exhibido en el Museo de dicha marca, en Alemania.

A finales de la década de los 60 y comienzos de los 70 fueron años de esplendor para el fileteado pues, además de los buenos maestros en este arte, existían grandes camiones y colectivos en cantidad.
La escultora argentina Esther Barugel y su esposo, el pintor español Nicolás Rubió, fueron los primeros en realizar una investigación minuciosa sobre la génesis del fileteado; organizaron el 14 de septiembre de 1970 la primera exposición del filete en la Galería Wildenstein, en Buenos Aires. Ya prácticamente no existían tablas fileteadas de la época de los carros. La exposición, en la que destacó el fileteador Carlos Carboni, fue un éxito e hizo que la gente de la ciudad comenzara a apreciar aquello que veía cotidianamente circular por las calles, pero a lo que nunca había prestado especial atención.

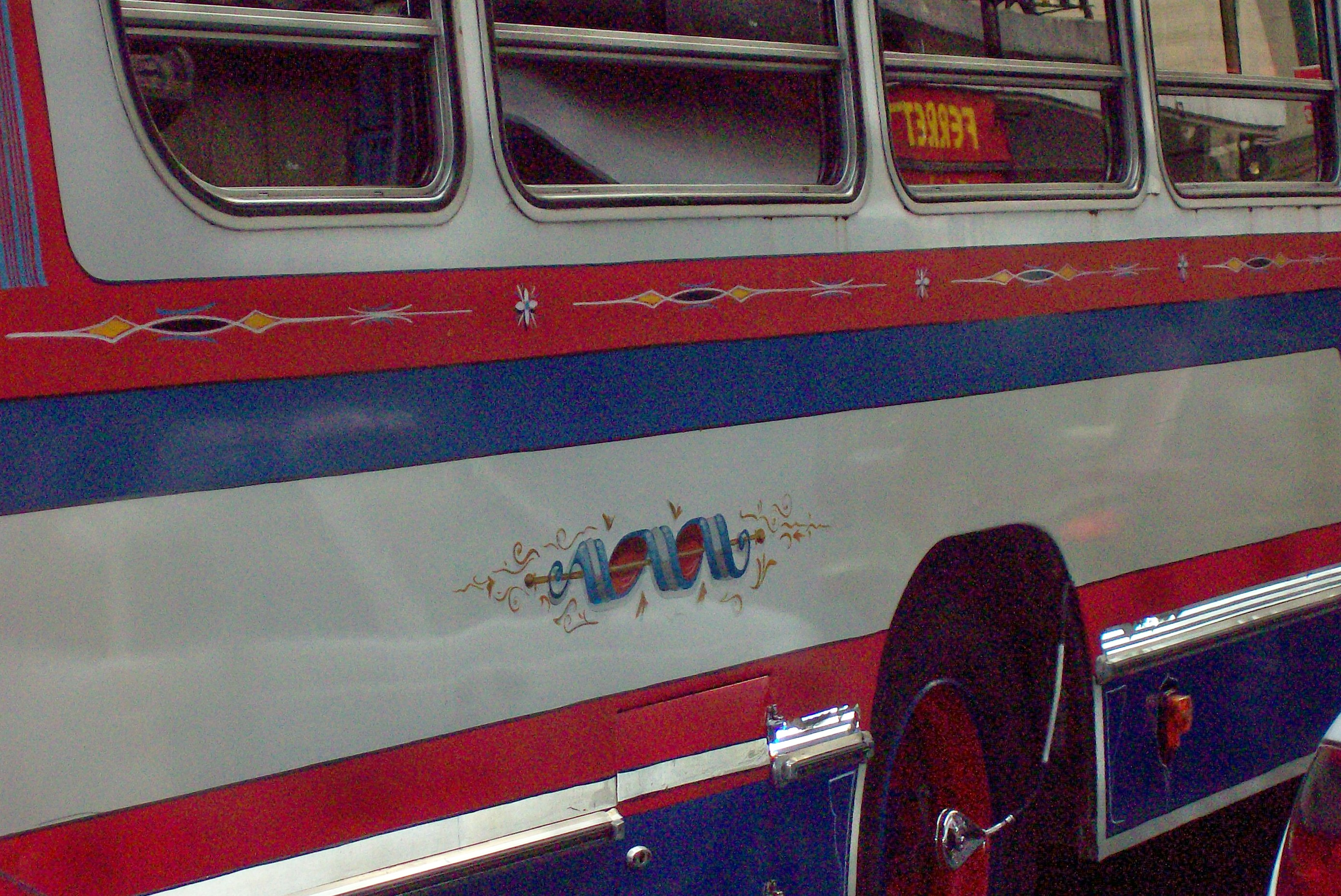
En la actualidad sólo se permite un sencillo filete entre los planos de color del techo y la parte inferior del colectivo.

El fileteado dejó de verse entonces como una simple artesanía que servía sólo como un sencillo ornamento para carro o camión, y se le dio una mayor importancia, reconociéndose en el país y en el exterior como un arte de la ciudad, que desde entonces se “separó” del camión y se extendió a todo tipo de objetos. Las obras que se expusieron en la galería se encuentran actualmente en poder del Museo de la Ciudad de Buenos Aires.
Posteriormente, hubo una segunda muestra en la Plaza Dorrego, con la presencia de camiones fileteados, que al día siguiente volverían al trabajo, con sus obras de arte a cuestas, como lo habían hecho siempre.
En 1975 una ordenanza, que fue actualizada en 1985, prohibió su uso en los colectivos (a excepción de un filete entre los planos de color del techo y la parte inferior) argumentando que producían confusión en los pasajeros al momento de tener que leer los números y recorridos de los mismos. A pesar de que esto casi termina con la propagación del filete, y que hoy día los pocos colectivos que aún lo usan lo hacen en muy menor medida, logró sobrevivir y difundirse, siendo hoy curiosidad por parte de los extranjeros.
La generación de artistas surgida en 1970 dio impulso a difundir la obra y a interesar a los más jóvenes. El fileteado comenzó a pintarse en cuadros, algo en lo que se destacó Martiniano Arce, seguido más tarde por Jorge Muscia. Otra figura relevante fue León Untroib, como maestro de fileteadores, precursor de la utilización del filete en la decoración de diversos objetos y gráfica publicitaria, donde también cabe destacar el aporte de Luis Zorz, Miguel Gristan y, más recientemente, de Alfredo Genovese.
El 10 de noviembre de 2012, durante el circuito de La Noche de los Museos, se inauguró La exposición permanente de Filete Porteño, Patrimonio del Museo de la Ciudad de Buenos Aires, en la calle Defensa 217.

## Maestros
Entre los mejores exponentes de este arte (Maestros Fileteadores, citados por los estudiosos Nicolás Rubió y Esther Barugel), se encuentran los primeros fileteadores: Salvatore Venturo, Cecilio Pascarella, Vicente Brunetti, Alejandro Mentaberri, Pedro Unamuno, y el renombrado Miguel Venturo; a una segunda generación pertenecen Andrés Vogliotti, Carlos Carboni, León Untroib, los hermanos Brunetti, los hermanos Bernasconi, Enrique Arce, Alberto Pereira, Ricardo Gómez, Luis Zorz (ver su placa del Café El Japonés) y Martiniano Arce, destacándose este último como un renovador al utilizar por primera vez el fileteado porteño como pintura de caballete y obteniendo a lo largo de su trayectoria un sólido reconocimiento en el terreno del arte.
De la nueva generación se destacan Jorge Muscia, por los premios recibidos en el terreno de la plástica y sus numerosas muestras en el exterior, y los fileteadores Alfredo Genovese, Elvio Gervasi, Miguel Gristan, Adrián Clara, José Espinosa, Alfredo Martínez, Sergio Menasché, entre otros, que siguen desarrollando este arte en la actualidad. A partir de la década de los 90 también se agregan varias mujeres a este oficio.

## El fileteado en la actualidad

### Resurgimiento

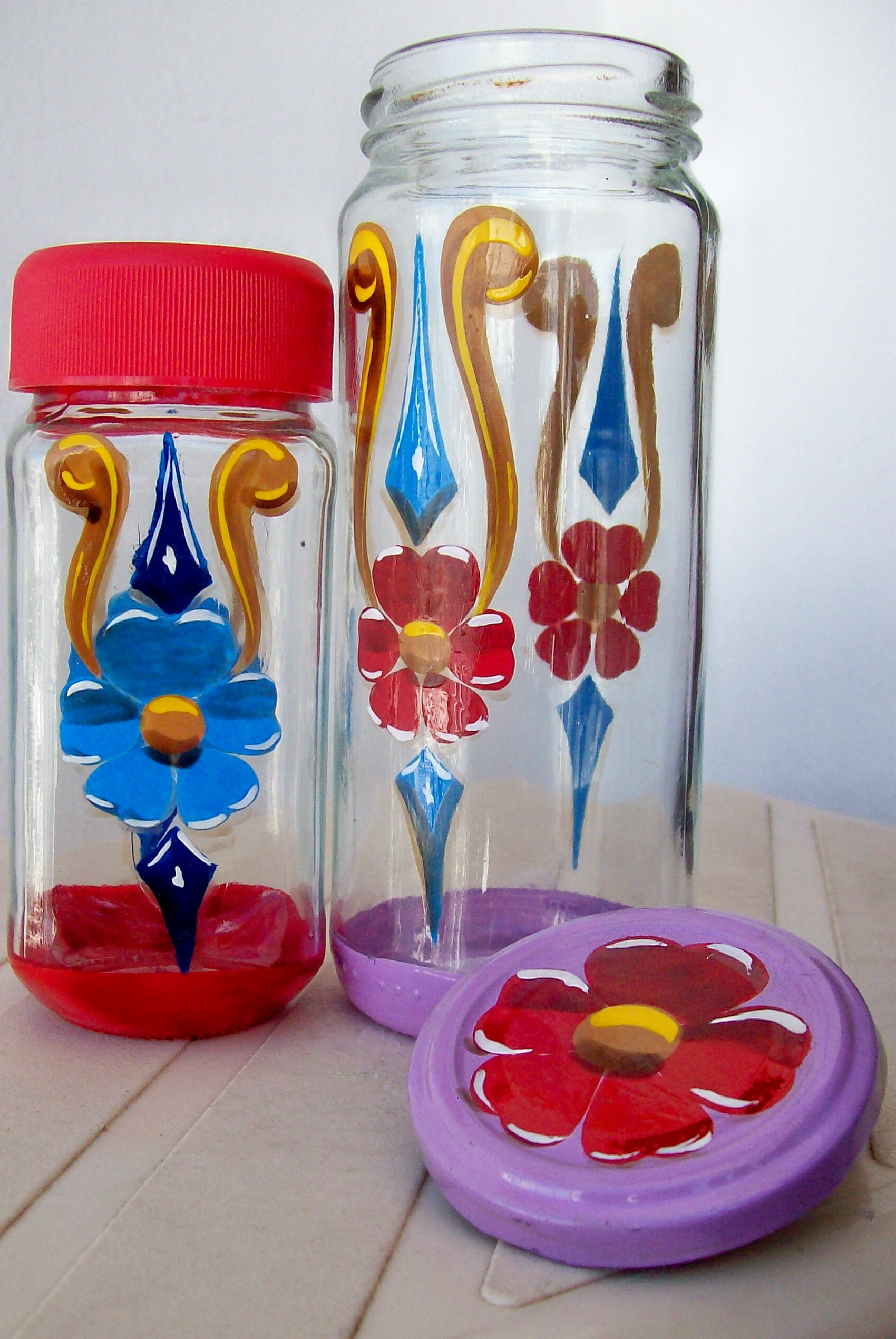
Frascos fileteados.

El resurgimiento del fileteado se debe en gran medida al ingenio y creatividad de quienes buscaron nuevos soportes para plasmarlo. Así, tanto las paredes de la ciudad, como ropas, botellas, tapas de CD o hasta la piel humana mediante el tatuaje, son algunas de las diversas superficies en las que se propagó.
Con respecto al tatuaje, en 1999 una campaña publicitaria para el canal de TV Much Music se realizó con el cuerpo de los presentadores y músicos fileteados por Alfredo Genovese. Lo más común son los ornamentos con motivos típicos del fileteado porteño: flores, dragones, pájaros, banderas o escudos de fútbol, y los nombres o fechas con la tipografía típica. También los extranjeros que visitan Argentina lo usan como una manera de llevarse un recuerdo relacionado con la Ciudad.
La técnica que se usa en la piel difiere algo de la tradicional, así por ejemplo en el filete tradicional, el blanco se usa para dar luces pero en la piel no puede aplicarse.

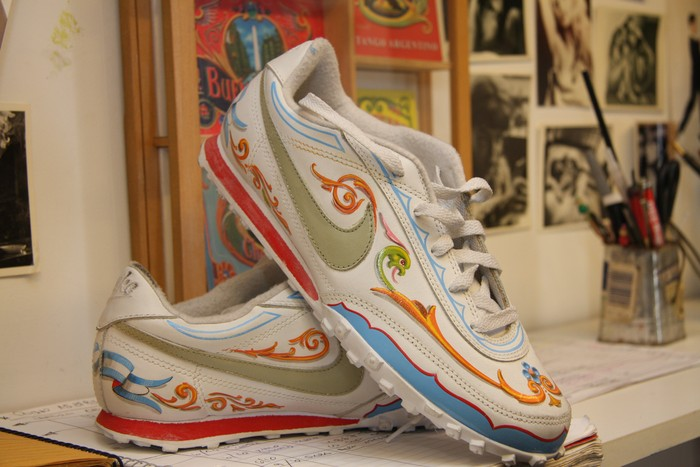
Zapatillas decoradas con filetes.

Jorge Muscia logró una importante difusión del mismo en el exterior al realizar diversas exposiciones de sus obras en Europa, México y Estados Unidos. También Martiniano Arce, que tuvo mucho que ver en lo que respecta a llevar el fileteado al lienzo, ha realizado obras que han recorrido el mundo.
Entre los años 2003 y 2004, el Museo Carlos Gardel organizó el concurso El Abasto y el fileteado porteño, con motivo de su primer aniversario y como parte del VI Festival Buenos Aires Tango 2004. El lugar elegido fue la calle Jean Jaurès en la cuadra del nº701 al nº799 (entre las calles Zelaya y Tucumán), en la que se encuentra el mencionado museo que fue a su vez vivienda del ídolo tanguero de Buenos Aires.

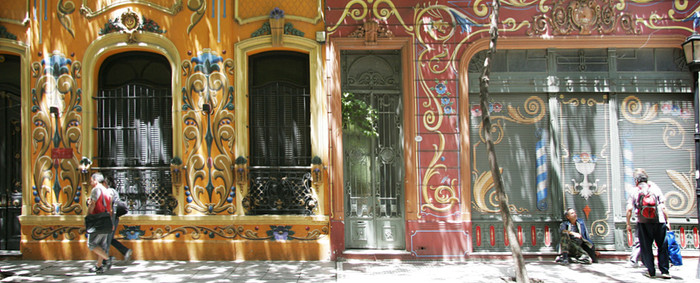
Calle Jean Jaurès.

De 80 artistas inscriptos, un jurado conformado por arquitectos, artistas y vecinos premió a seis, que realizaron sus proyectos en sendas fachadas de vecinos del museo, los cuales se comprometieron a mantener los frentes intactos por lo menos por un año.
En el año 2006 la legislatura porteña declaró al fileteado como Patrimonio Cultural de la Ciudad de Buenos Aires a partir de la sanción de la ley 1941, por el diputado Norberto La Porta. En un acto realizado en el tradicional café Tortoni La Porta abogó por la derogación del mencionado decreto del año 1975 que impide el filete en los colectivos de Buenos Aires.

### Patrimonio Cultural Inmaterial de la Humanidad
En 2014, la Ciudad de Buenos Aires postuló ante la Unesco al filete porteño a la Lista Representativa de Patrimonio Cultural Inmaterial de la Humanidad. En diciembre de 2015 esto fue aprobado por el Comité Intergubernamental para la Salvaguarda de la Unesco reunido en Namibia. A partir de esta declaración el Gobierno de la Ciudad de Buenos Aires debe asumir el compromiso de adoptar medidas de salvaguarda que serán evaluadas por la Unesco para que acciones concretas protejan a la actividad y al trabajo de los fileteadores, como aquellos propuestos en la postulación, entre ellos concursos fotográficos que registren los filetes del país, la producción de un documental sobre el fileteado porteño, encuentros académicos y congresos que estimulen nuevas investigaciones y la creación de una comisión permanente integrada por fileteadores y funcionarios del área de Cultura.

### Fileteadoras
Las mujeres son como el ave Fénix porque revivieron el filete. Desde que ellas tomaron los pinceles... andá a cantarle a Gardel
Maestro Ricardo Gómez

Los hombres fueron quienes crearon y practicaron el fileteado durante décadas y aún hoy los más destacados fileteadores son varones. Los pedidos de obras eran realizados por camioneros y colectiveros, oficios que eran considerados poco apropiados para mujeres. Pero a partir de la década de los 90 también se agregan varias mujeres a practicarlo. Éstas, a las cuales el fileteado casi siempre hizo referencia sólo cuando se trataba de una madre, una virgen o una sirena; comenzaron a interesarse por este arte. El problema fue que prácticamente no existían cursos para aprenderlo y escaseaban los lugares donde el fileteado se utilizara. Algunos de los pocos que orientaron a los más jóvenes fueron Luis Zorz, Ricardo Gómez (el primero que comenzó dictando talleres a mujeres, en Parque Avellaneda), Alfredo Martínez, y Genovese, este ya hacia fines del siglo XX. Lo nuevo era que a estos cursos asistían y asisten mayoritariamente mujeres.
Así, de a poco, pintoras talentosas fueron aprendiéndolo y de esta manera se llegó en septiembre de 2003 a organizar una muestra de obras realizadas por 15 mujeres en el Museo de Arte Popular José Hernández, siendo su curador el mencionado Ricardo Gómez.
Entre las más talentosas se encuentran Silvia Dotta, Romina Storino, Sandra Pontacuarto, fileteados Gabba y Paula Di Pietro, una de las referentes de zona oeste y muchas artistas más.[cita requerida]

## Día del filete
El 14 de septiembre se celebra el día del fileteado porteño en conmemoración de la ya mencionada primera exposición de filete porteño que se realizó en esa fecha del año 1970 en Buenos Aires, en la Galería Wildenstein.

## Citas
1. 1 2  El fileteado porteño fue declarado Patrimonio Cultural Inmaterial de la Humanidad, por Mauricio Giambartolomei Archivado el 12 de junio de 2018 en Wayback Machine. Diario La Nación, 01/12/2015 (fecha de acceso= 1 de diciembre de 2015).
2. ↑  
«Taller del fondo». Archivado desde el original el 9 de julio de 2013.
3. ↑  El filete y los primeros fileteadores, documento de Enrique Brunetti (1988), citado en Los Maestros Fileteadores de Buenos Aires, pág 52, de E.Barugel y N.Rubió (véase la bibliografía).
4. ↑  http://viajes.elpais.com.uy/2014/08/11/el-firulete/
5. 1 2 3 4 5 6 7 8 9  Citada en El filete porteño (véase la bibliografía).
6. 1 2 3 4  Citada en El Arte del Filete (véase la bibliografía).
7. 1 2 3 4 5 6  Citada en Los Maestros Fileteadores de Buenos Aires (véase la bibliografía).
8. ↑  En Argentina: echar a alguien.
9. ↑  En Argentina: niño o joven.
10. ↑  Las inscripciones de los carros. En Evaristo Carriego, VII, Obras completas, tomo 1, p. 148-151. Buenos Aires, Emecé (1930).
11. ↑  Citado en la contratapa del libro El Filete Porteño (véase la bibliografía).
12. 1 2  https://web.archive.org/web/20121122072922/http://www.buenosaires.gov.ar/areas/ciudad/especiales/fileteado/historia_fileteado.php?menu_id=24417 Fileteado porteño, página oficial del gobierno de la Ciudad de Buenos Aires.
13. ↑  Reglamento S.E.T.O.P número 1606/75 actualizado a junio 1985
14. 1 2  El clásico fileteado se renueva y también lo usan para tatuajes, por Einat Rozenwasser Diario Clarín, 18/10/14.
15. ↑  «Diario Clarín: El fileteado porteño llenó de color una cuadra del Abasto». marzo de 2004. Archivado desde el original el 17 de octubre de 2009. Consultado el 21 de abril de 2007.
16. ↑  
«El filete es ley, en Soles Digital».
17. ↑  Página dedicada al fileteado del Gobierno de la Ciudad de Buenos Aires (enlace roto disponible en Internet Archive; véase el historial, la primera versión y la última).
18. 1 2  «El filete porteño, un arte de hombres hecho por mujeres Diario Clarín 20/09/03». Archivado desde el original el 1 de diciembre de 2008. Consultado el 7 de mayo de 2009.